# Эоган мак Муйредах
Эоган мак Муйредах (гэльск. Eógan mac Muiredaig; умер в 739) — король Дал Риады (736—739).

## Биография
Ни одни из ирландских анналов, наиболее ранних из исторических источников, описывавших события на севере Британии первой половины VIII века, не упоминают имени Эогана. О нём известно только из более поздних источников шотландского происхождения, таких как «Песнь скоттов» и «Хроника Мелроза».
Согласно их сведениям, Эоган был сыном короля Дал Риады Муйредаха мак Айнбкеллаха. После смерти отца, погибшего в 736 году в сражении с пиктами, Эоган унаследовал власть над кланом Кенел Лоарн, а также титул короля Дал Риады. Вероятно, он управлял землями скоттов как вассал короля пиктов Энгуса I. Средневековые генеалогии сообщают, что Эоган правил Дал Риадой три года и умер в 739 году.
О непосредственном преемнике Эогана на престоле ничего неизвестно. Следующим королём Дал Риады, о котором имеются достоверные сведения, был Эд, впервые упоминающийся в 768 году.